# Branko Merxhani
Aleksandër Merxhani (bekannt unter den Schriftstellernamen Baha Özler und Ali Pazar, abgekürzt zu Branko; * 1894 in Niš, Osmanisches Reich; † 25. Dezember 1981 in Istanbul, Türkei) war ein albanischer Soziologe, Journalist, Herausgeber, Übersetzer und Literaturkritiker. Er gilt als Koryphäe der Publizistik in Albanien und war als Herausgeber der „Përpjekja shqiptare“, einer der wichtigsten Intellektuellen der Zwischenkriegszeit in Albanien. Während der 1930er Jahre entwickelte er das Kulturprogramm des Neo-Albanismus (albanisch Neo-shqiptarisma), welches stark vom türkischen Soziologen Ziya Gökalp beeinflusst war.

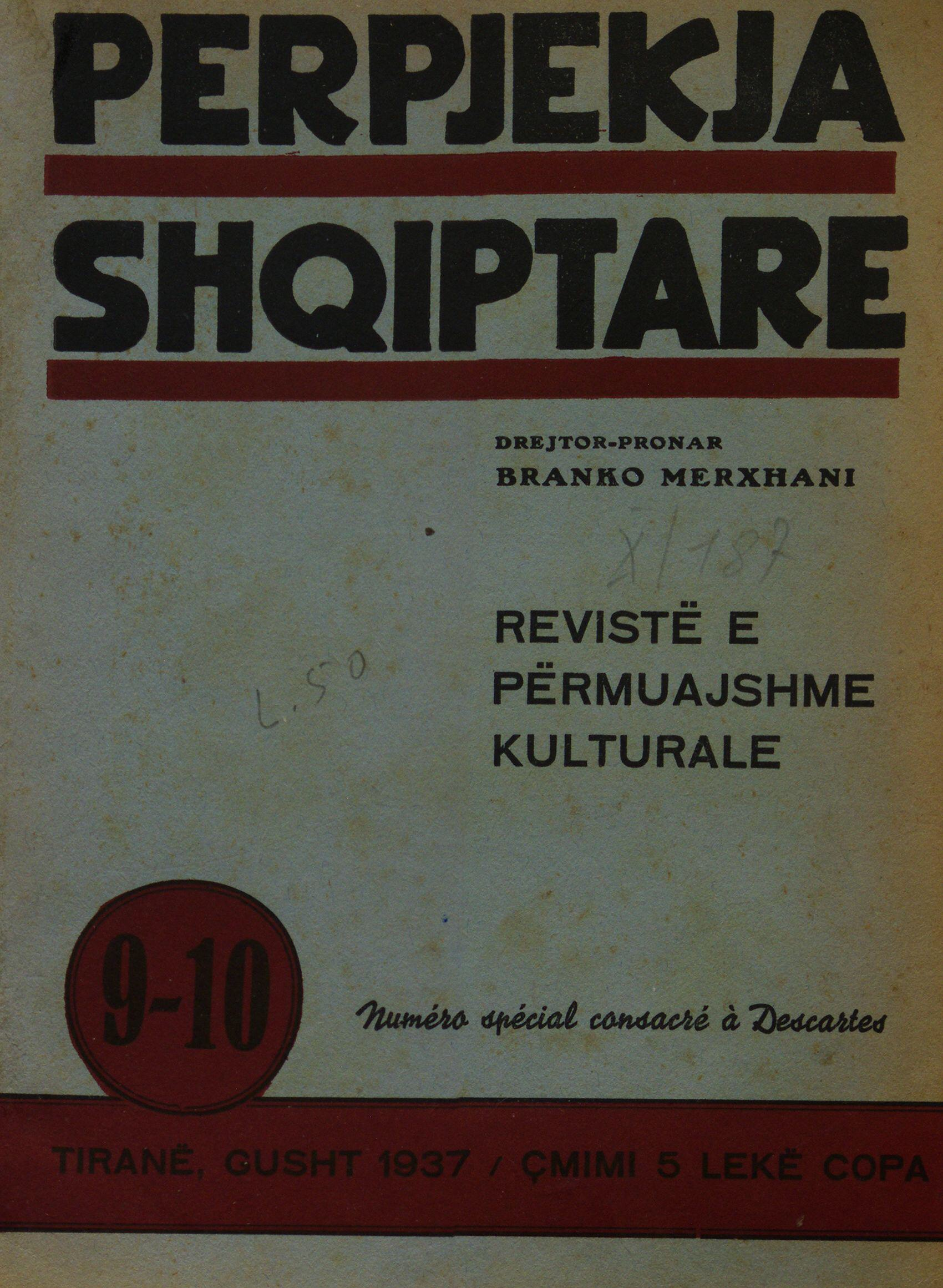
Das Literaturmagazin „Përpjekja shqiptare“, veröffentlicht von Branko Merxhani

## Leben
Merxhanis Vater war ein orthodox-christlicher Ortsrichter in Niš, der ursprünglich aus Sopik in Pogon (Südalbanien) stammte. In Niš heiratete er eine Einheimische, sodass Branko hier geboren wurde. Mit hoher Wahrscheinlichkeit war seine Mutter oder Gouvernante eine Deutsche. Nachdem die osmanischen Behörden seinen Vater versetzt hatten, besuchte Branko das Deutsche Lyzeum in Bursa, studierte später Philosophie im Osmanischen Reich und setzte sein Studium in Österreich fort. Nach dem Sieg des türkischen Staatsgründers Mustafa Kemal Atatürk im Befreiungskrieg kehrte er zurück und arbeitete als Journalist in der neu entstandenen Presselandschaft der Hauptstadt Ankara. Später ging er nach Albanien, um sich um die Eigentumsverhältnisse in seinem Ursprungsdorf Sopik zu kümmern.
Er ließ sich in der nächstgrößeren Stadt Gjirokastra nieder, wo er mit der Zeitschrift „Demokratia“ zusammenarbeitete, die von Jorgji Meksi zusammen mit Vangjel Koça herausgegeben wurde. In dieser Zeitschrift stellte er erstmals sein ideologisches Programm vor, das als Neo-shqiptarisma bekannt ist. 1930 ging er in die Hauptstadt Tirana, wo er die Zeitschrift „Neo-shqiptarisma“ herausgab, die nach seinem politischen Programm benannt worden war, aber nur eine Ausgabe hatte. Danach schrieb er Artikel für die Zeitschrift „Illyria“ von Karl Gurakuqi; ihre Zusammenarbeit dauerte von März 1934 bis 1936. Von Dezember 1935 an arbeitete er bei der „Koha e Re“ (Neue Zeit) zusammen mit Suat Asllani, Petro Marko, Koça und Tajar Zavalani; nach 13 Ausgaben jedoch wurde auch diese Zeitschrift nicht mehr veröffentlicht. Im Oktober 1936 begann er, die „Përpjekja shqiptare“ (Albanische Anstrengung) zu veröffentlichen.
Während der italienischen Besatzung Albaniens fielen die letzten beiden Ausgaben der Zeitschrift der Zensur zum Opfer. Im August 1939 verließ Branko Merxhani deshalb zusammen mit Qemal Butka und Dalip Zavalani Albanien nach Griechenland und ließ sich in der Türkei nieder.
1940 war er zusammen mit Mehmet Konica Teil des Istanbuler Geheimkomitees (Komitetit të Fshehtë të Stambollit). 1941 wurden in Ägypten Sprecher für den US-amerikanischen Radiosender Voice of America gesucht. Merxhani, Mirash Ivanaj und Xhemal Farka wurden ausgewählt, sie ließen sich bis Kriegsende in Jerusalem nieder. Merxhani setzte seine Arbeit als Publizist und Journalist in der Türkei fort, wo er für die Zeitungen „Tan“, „Hürriyet“, „Yeni Gazete“ und „Gunaydın“ schrieb. Es heißt, als seine Tochter ihn besuchte, sei er bereits als Baha Özler bekannt gewesen. Auch in der Korrespondenz mit Tahir Kolgjini und Mustafa Kruja schrieb Tahir 1952, dass er in Istanbul als Baha Bey bekannt war und für das „Notizbuch“ Hürriyet arbeitete.